# Тихос
Тихос (грч. Τείχος) је насељено место у општини Паранести у периферији Источна Македонија и Тракија, Грчка. Према попису из 2021. године било је 27 становника.
Тихос је 1913. године имао 172 житеља Турака. Године 1923. турско становништво је принудно исељено у Турску а на њихово место је насељено 38 грчких избегличких породица, којих је на попису из 1928. године било 195. Село се раније звало Суруџилер.